# József Kármán
Dans le nom hongrois Kármán József, le nom de famille précède le prénom, mais cet article utilise l’ordre habituel en français József Kármán, où le prénom précède le nom.
József Kármán ([ˈjoːʒɛf], [ˈkaːɾmaːn]), né le 14 mars 1769 et décédé le 3 juin 1795 à Losonc, est un écrivain et avocat hongrois. 